# Saint-Jean-de-la-Neuville
Saint-Jean-de-la-Neuville là một xã thuộc tỉnh Seine-Maritime trong vùng Normandie miền bắc nước Pháp.

## Dân số
| 1962                                            | 1968 | 1975 | 1982 | 1990 | 1999 | 2006 |
| ----------------------------------------------- | ---- | ---- | ---- | ---- | ---- | ---- |
| 228                                             | 276  | 317  | 404  | 477  | 471  | 547  |
| Starting in 1962: Population without duplicates |      |      |      |      |      |      |